# マンチュロサウルス
マンチュロサウルス（Mandschurosaurus　「満洲のトカゲ」の意味）は白亜紀後期に現在のアジアに生息していたハドロサウルス科の鳥脚類恐竜の属の一つである。満洲、Belye Kruchiの上部白亜系の地層から発見された化石に基づいている。タイプ種M. amurensis は1914年にロシアの科学者によってアムール川の川岸で収集された保存状態の悪い部分骨格に基づいている。中国で発見されたものとしては初めて命名された恐竜の属であり、サンクトペテルブルクにある中央地質探索博物館で骨格が展示されている。しかし、展示されている骨格のほとんどは石膏である。そういった状況ではあるが化石からすると大型のハドロサウルスであったようだ。 正当な属とみなすべきかどうかの議論が行われている。Brett-Surman (1979)で初めて疑問名とみなしたものの、後の研究では正当な分類群とみなされ続けている（例えばChapman et Brett Surman, 1990）。より最近の研究であるHorner et al. (2004)はタイプ種を疑問名のリストに載せている。 ホロタイプ標本は最初、トラコドン属（現在は疑問名とされている）のものとされた。その後Riabinin (1930)で独自の新属とされた。
長年にわたって、この属にはMandschurosaurus amurensis、M. mongoliensis およびM. laosensisの3種が含まれてきた。Brett-Surman (1979)ではM. mongoliensis が独自の属として分離されギルモレオサウルスと命名された。 Horner et al. (2004)ではM. laosensis が疑問名とされている。この結果Riabininの最初の種M. amurensisのみが正当な分類群となる。

## 参照
1. 1 2  Brett-Surman M. K. (1979). “Phylogeny and palaeobiogeography of hadrosaurian dinosaurs”. Nature 277 (5697):  560–562. Bibcode: 1979Natur.277..560B. doi:10.1038/277560a0.|issue=5697
2. ↑  Chapman R. et Brett-Surman M. K.. 1990. Morphometric observations on hadrosaurid ornithopods. in Carpenter K. et Currie, P. J. (eds.), Dinosaur Systematics: Perspectives and Approaches, Cambridge University Press, Cambridge 163-177.
3. 1 2  Horner J., Weishampel D. B., et Forster C. A. 2004. Chapter Twenty: Hadrosauridae. in The Dinosauria (2nd edition), Weishampel D. B., Dodson P., and Osmólska H., editors. University of California Press.
4. ↑  Riabinin A. N. (1930). “[Mandschurosaurus amurensis nov. gen, nov. sp. a hadrosaurian dinosaur from the Upper Cretaceous of the Amur River.]”. Soc. Paleontol. Russ. Mem. 2:  1–36.